# Valmala (Burgos)
Valmala ist ein Ort und eine Gemeinde (municipio) mit 26 Einwohnern (Stand: 2024) in der Provinz Burgos der Autonomen Gemeinschaft Kastilien-León.

## Lage
Valmala liegt etwa 45 Kilometer ostsüdöstlich von Burgos in einer Höhe von etwa 1000 m. Die Ortschaft und der Großteil der Gemeinde liegt im Naturpark Espacio Natural de la Sierra de la Demanda. 

## Bevölkerungsentwicklung
| 1970 | 1981 | 1991 | 2001 | 2011 | 2021 |
| ---- | ---- | ---- | ---- | ---- | ---- |
| 139  | 45   | 37   | 31   | 33   | 24   |

## Sehenswürdigkeiten
- Martinskirche (Iglesia de San Martín Obispo)

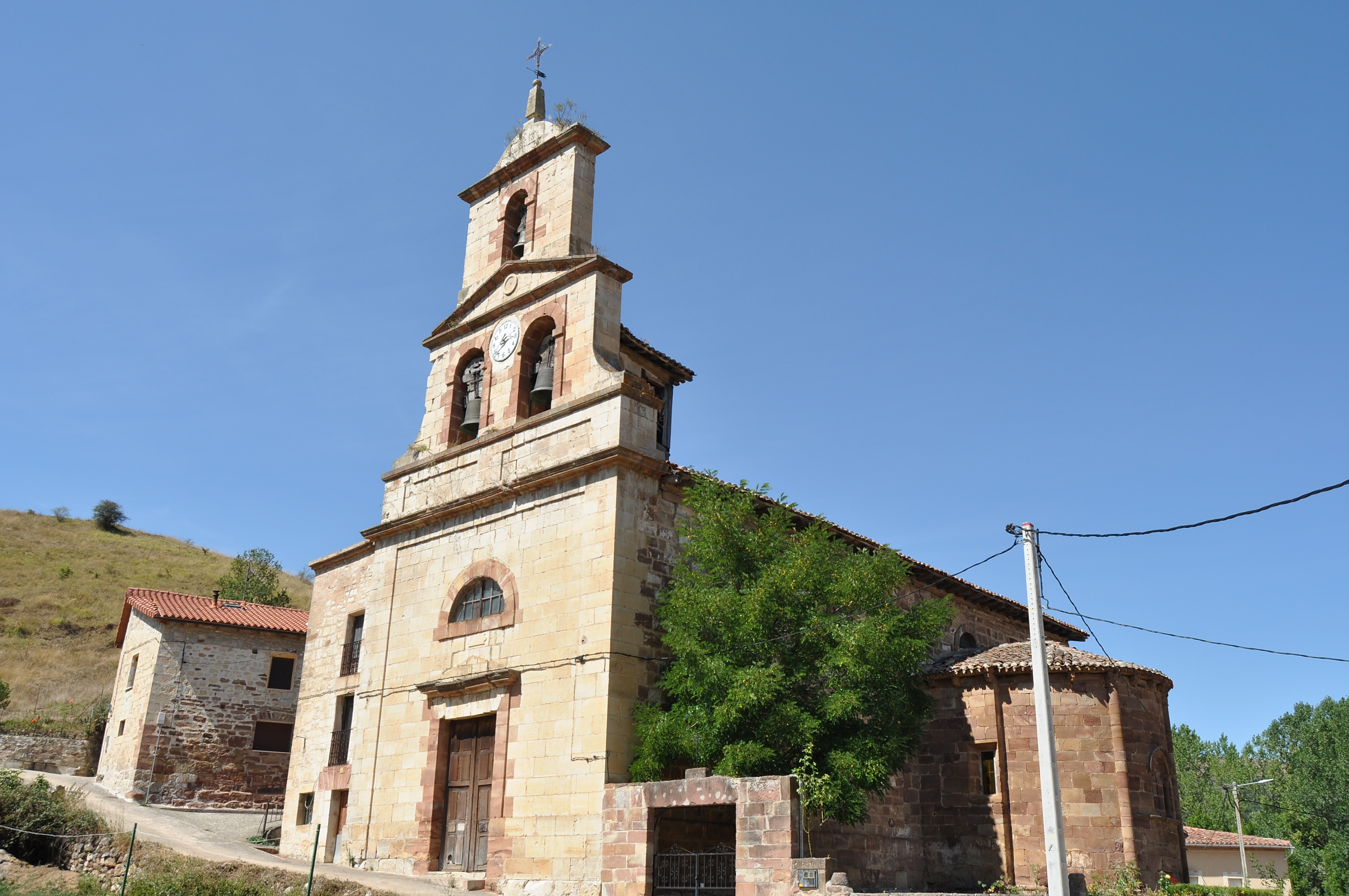
Martinskirche